# Hero (Mariah Carey-dal)
A Hero Mariah Carey amerikai énekesnő második kislemeze harmadik, Music Box című stúdióalbumáról. 1993-ban jelent meg, és nagy sikert aratott, Carey a mai napig gyakran előadja. A dal arról szól, hogy ha nehéz helyzetbe kerülünk, akkor se adjuk fel, mert mindenhez megtalálhatjuk az erőt önmagunkban.

## Felvételek
A dalt Carey eredetileg nem saját magának, hanem Gloria Estefannak írta, hogy előadja Dustin Hoffman filmje, a Hero filmzenéjéhez. Tommy Mottola, a Sony kiadó vezetője, aki eddigre már Carey férje volt, rábeszélte az énekesnőt, hogy tartsa meg a dalt saját albuma számára (Carey eredetileg nem akarta, mert túl érzelgősnek találta a dalt).

## Szerzői jogi gondok
A Hero miatt Christopher Selletti, Sly Stone egykori limuzinsofőrje beperelte Careyt, azt állítva, hogy a szöveget az ő 1991-ben írt verséből vették, melyet, úgy gondolta, Stone megmutatott Careynek. A vádat végül ejtették, és Sellettit megbírságolták. Évekkel később Selletti megint beperelte Careyt az ügyben, ekkor is ejtették a vádat, de kijelentette, hogy harmadszor is perbe fogja az énekesnőt.

## Fogadtatása
A Hero Carey nyolcadik listavezető száma lett a Billboard Hot 100 listán, és ez volt az első, ami karácsonykor is vezette a listát. A Billboard Hot 100-n töltött tizedik hetén ért fel az első helyre, ahol négy hetet töltött, 1993. december 19-étől 1994. január 15-éig. Janet Jackson Again című számát váltotta az első helyen, ahonnan Bryan Adams, Rod Stewart és Sting All for Love-ja szorította le. Huszonöt hétig maradt a Top 40-ben, ebből tizennégy hétig a Top 10-ben. Gyakran játszották a rádiók, és platinalemez minősítést is kapott. Az 1994-es év egyik legnagyobb slágere lett, az végi listán az 5. helyre került.
A Hero nagy sikert aratott az Egyesült Államokon kívül is, az Egyesült Királyságban és Ausztráliában a Top 10-be került, előbbiben magasabb helyezést ért el, mint az előző kislemez, a Dreamlover. Brazíliában ez lett Carey első listavezető száma a legelső, a Vision of Love óta. Európa nagy részén a Top 10-be került a slágerlistákon, Kanadában azonban kisebb sikert aratott, mint az előző számok.
A dalt 1995-ben legjobb popdal kategóriában Grammy-díjra jelölték, de veszített Sheryl Crow All I Wanna Do című dalával szemben.
A Hero a mai napig Carey egyik legnépszerűbb dala, koncertjein a Vision of Love mellett ezt adja elő a leggyakrabban.

## Videóklip
A dal videóklipjét Larry Jordan rendezte, és koncertfelvétel Careynek 1993-ban a Proctor Theatre-ben adott koncertjéről, ami később megjelent a Here Is Mariah Carey videókazettán (1994).
A dalhoz nem készültek hivatalos remixek, de Carey spanyol nyelven is felénekelte; Jorge Luis Piloto fordította le a szöveget. A Heroe számos kislemezen szerepelt B-oldalként 1994 és 1997 között. Egy további változata a dalnak a 2001-ben megjelent Never Too Far/Hero Medley jótékonysági célra felvett dal, egy egyveleg Carey akkori legújabb kislemezdalával, a Never Too Farral.
A dalt feldolgozta az olasz Il Divo együttes Ancora című albumán (2005).

## Változatok
| CD, kazetta, 7" kislemez (USA) 1. Hero 2. Everything Fades Away CD maxi kislemez (USA) 1. Hero (Album Version) 2. Hero (Live) 3. Everything Fades Away (Album Version) 4. Dreamlover (Club Joint Mix) | Kazetta (Egyesült Királyság) 1. Hero (Album Version) 2. Hero (Live) 3. Everything Fades Away (Album Version) 4. Dreamlover (Club Joint Mix) |

## Helyezések
| Slágerlista (1993)                             | Legmagasabb helyezés |
| ---------------------------------------------- | -------------------- |
| USA Billboard Hot 100                          | 1                    |
| USA Billboard Hot R&B/Hip-Hop Singles & Tracks | 5                    |
| USA Billboard Top 40 Mainstream                | 1                    |
| USA Billboard Rhythmic Top 40                  | 2                    |
| USA Billboard Adult Contemporary               | 2                    |
| USA ARC Weekly Top 40                          | 1                    |
| Ausztrál ARIA kislemezlista                    | 7                    |
| Brazil kislemezlista                           | 1                    |
| Brit kislemezlista                             | 7                    |
| Francia kislemezlista                          | 5                    |
| Kanadai kislemezlista                          | 10                   |
| Német kislemezlista                            | 58                   |
| Norvég kislemezlista                           | 2                    |

## Külső hivatkozások
- FOXNews article on the "Hero" lawsuit